# Pedicularis angustilabris
Pedicularis angustilabris är en snyltrotsväxtart som beskrevs av Hui Lin Li. Pedicularis angustilabris ingår i släktet spiror, och familjen snyltrotsväxter. Inga underarter finns listade i Catalogue of Life.